# 熱河戰役
熱河戰役，又稱热河事变，國民政府稱热河抗战，發生於1933年2月至3月，位於中華民國熱河省。熱河戰役首先於1933年1月爆發的是位於榆關的大型戰鬥。張學良以保存實力為由，退居山海關之內。日本軍隊駐守長城外，佔領熱河直取北平態勢相當明顯，不過就整體而言，日本是想藉由攻擊北平行動，換取中國國民政府對滿洲國的承認。
因為中華民國政府及國內外大多數輿論不承認滿洲國，2月11日，國民政府行政院長宋子文至北平，與包括張學良等27名將領一起發表「保衛」熱河通電。2月21日，熱河戰役爆發。裝備不良，士氣低落的東北軍節節敗退，3月4日承德失守，熱河戰役結束。熱河最後遭日軍佔領。为此，国民政府军事委员会北平分会委员长张学良、中华民国热河省主席汤玉麟下台，何应钦继任国民政府军事委员会北平分会委员长。关东军仍继续南进，越过了长城一线攻占了冀东、平北、察东，此为1933年春夏的长城抗战。最后以何应钦与关东军签署塘沽协定，战事告一段落。

## 背景
1932年5月15日，日本海军少壮派军人发动政变，袭击了首相官邸及警视厅等国家重要机关，乱枪打死了首相犬养毅，组成了斋藤实内阁。新内阁确立“国防国家体制”为宗旨，在此情况下，日本关东军决定“调头把圣战指向热河省”。
熱河本身南有長城為屏障接壤河北省与北平特别市，西有蘇克斜魯山与察哈尔省相邻；東南與遼寧相接。九一八事变两个月后，关东军在《满蒙自由国设立方案大纲》中将热河划入预定建立的满洲国版图。关东军组建满洲国的各种方案中，没有一个不把热河与辽、吉、黑三省并列，划入满洲国的“行政区划的之中”。1932年2月，关东军创制的东北行政委员会在其《独立宣言》中：“热河省与旧东北三省有不可分割之关系。” 1932年3月“满洲国”成立时，政府成员名单中就包括了时任中华民国热河省主席汤玉麟，并委其为“参议府副议长兼热河省长”。关东军即根據《日滿議定書》的日满联合国防为由，发动进攻夺取熱河战役。1933年1月11日，日本陸軍省發表聲明：「熱河省係舊『東北四省』之一，與其他三省有不可分之關係」。1933年1月21日，外相內田康哉在貴族院作外交方針演說時稱：「滿蒙與中國系以長城為境界者，由歷史而言，亦無議論之餘地。尤以熱河省之屬於滿洲國之一部者，徵諸該國建國之經緯，當可明了。……《日滿議定書》，規定滿洲國領土由兩國共同負責維持治安。故所謂『熱河問題』，為滿洲國內部問題，同時日本因有條約上的義務，對此抱重大關心。」
1932年7月3日，日本參謀本部次長真崎甚三郎到錦州與關東軍將領策劃進攻熱河。7月11日下午7時，關東軍特派員石本權四郎被捕。7月17日，日軍藉口軍事聯絡員石本權四郎等3人在朝陽北票之間失蹤，以武裝搜索為名，派日軍300餘人攻佔熱河邊境之朝陽寺。比為第二個中村事件。7月23日，數架日軍飛機飛至熱河平泉、凌源、承德一帶偵察，並散發傳單。。熱河省政府主席湯玉麟允諾速救出石本。7月29日，石本被覓得交與日軍。同時日本陸軍大臣荒木貞夫則表示「熱河省歸屬滿洲，為國際調查團所熟知」。國民政府命令設置臨永警備司令部，任命東北軍獨立第九旅旅長何柱國兼任司令，管轄臨榆、撫寧、昌黎、盧龍、遷安5縣和在都山設治局，統率步兵約2萬人，防守榆關地區。
8月19日，日軍一度佔領南嶺車站，炸毁南嶺鐵橋，並不斷派飛機到熱河上空挑衅。
国民政府军事委员会北平分会委员长张学良于1932年10月组织了以北平分会参事柏桂林及工兵人员组成的阵地构筑委员会，指导热河境内的阵地构筑。其阵地编成：
- 第一线由赤峰经建昌营、建平、叶柏寿、大城子至界岭口内，线上共有6个据点，每个据点有2个支撑点；
- 第二线由赤峰经楼子店、西桥头、三十家子至喜峰口
- 大城子、三十家子间筑成斜交阵地。

但由于天寒地冻、土质坚硬，开掘困难，且材料器具缺乏，工事构筑进展十分缓慢。
1932年底，在热河的军队共有国民革命军步兵4个旅、骑兵3个旅及特种部队约1.7万人，部署在热河东朝阳、开鲁间，及凌源、赤峰附近和承德周围地区；另外在河北境内和平津地区驻有步兵22个师另2个旅，并骑兵4个师及特种部队(均隶属于军事委员会北平分会代委员长张学良)。 
12月25日，在張學良調遣萬福麟率5個旅陸續進入熱河後，蔣介石再電張學良，決定密備中央軍6個師隨時北運增援，並且表示：「倭寇北犯侵熱，其期不遠」，「今日之事，惟有決戰可以挽救民心，雖敗猶可圖存，否則必為民族千古之罪人」
关东军司令官武藤信义、参谋长小矶国昭、副参谋长冈村宁次为了将华北的中国军队主力牵制于冀东地区，以使关东军进攻热河容易，并保障其进攻部队之侧背安全，从1932年夏季开始，不断在山海关和辽宁与热河交界处制造事端。1932年10月，发生了伪满警察强行进入山海关城、与东北军士兵冲突的第一次“山海关事件”；1932年12月8日，又发生了日军装甲列车炮击山海关的第二次“山海关事件”。 

### 前奏：榆關戰鬥
九一八事变后，为加强山海关地区的防御力量，张学良任命独立步兵第9旅旅长何柱国为临永警备司令，统领：
- 独立步兵第9旅：部署于山海关的部队为第9旅第626团的2个营。
- 独立步兵第12旅
- 骑兵第3旅
- 工兵营
- 山炮兵营

分驻于临榆、抚宁、昌黎、卢龙、迁安等地。
根据《辛丑条约》规定，日本及英、美等11个国家在天津至山海关间的各要点上均驻有军队。山海关、秦皇岛驻有日军守备队200余人，附近海面还泊有日海军第2遣外舰队的军舰10余艘。山海关以东至锦州间，沿北宁铁路沿线驻有日关东军第8师团第4旅团和骑兵第3旅团一部及炮兵第8联队，另外配属有关东飞行队的第1中队、铁甲列车3列和坦克10余辆，兵力共约4000人。
1933年1月1日23时，日军山海关守备队长落合甚九郎派人在营院内投掷手榴弹并鸣枪数次，却反诬中国军队所为，即以此为借口，向中方提出4项条件，要求中国军队、警察及保安队撤出山海关的南关及南门，由日军进驻。遭到中方拒绝后，日军于1月2日晨强占南关车站，并将中国警察缴械。上午9时开始攻城，被守军击退。日军第8师团即向第9旅送来最后通牒，要求中国军队立即撤出山海关。10时，日第8师团一部兵力乘4辆列车，在3辆铁甲车护送下到达山海关，10分钟后与其守备队在飞行第1中队5架飞机支援下共同发起进攻。战斗至17时许，日军受挫退去。当晚，武藤信义命令第4旅团长铃木美通：“一并指挥随着事件发生而准备出动的各部队及由步兵第16旅团增派的部队，与山海关守备队协力夺取该地。” [ 注：日本参谋本部：《满洲事变作战经过概要》，第2卷第65页。 ]3日晨，日第8师团一个多旅团的兵力在15架飞机轮流支援下对山海关南门展开猛烈的攻击。日海军第2遣外舰队的舰炮亦从山海关以东的海面上对中国守军进行轰击。战至14时，东南城角被日军突破，团长石世安组织反击未能奏效，第1营营长安德馨及第2、3、4、5连连长先后战死，2个营的官兵已伤亡殆尽。石世安率余部于15时从西水门向石河西岸撤退。日军于当日占领了山海关，1月4日攻占五里台，1月10日攻占九门口，控制了关内外的交通要道。

### 战前部署
1月28日武藤信义下达了进攻热河的预先号令：
```
第10师团派部队接替第6师团的防务，命第6师团、骑兵第4旅团、第8师团、第14混成旅团、第33混成旅团分别向
通辽
、
彰武
、
打虎山
、
锦州
、
绥中
等地集结，做好进攻热河的准备。
```

担任进攻部队的参谋于1月30日和2月1日乘飞机侦察了热河地区的地形。2月10日，关东军司令部召集各师团、旅团的主任参谋，传达了进攻热河的作战计划，宣布“进攻热河的目的，在于使热河省真正成为满洲国的领域，并为消灭扰乱满洲国的祸根，即华北张学良势力创造条件，进而确立满洲的基础”。 [ 注：日本参谋本部：《满洲事变作战经过概要》，第2卷第71页。 ] 其兵力部署是：
- 第六师团：由通辽、彰武、打虎山西向进攻赤峰，而后以一部兵力向西南攻击前进，策应第8师团进攻承德的作战。师团长坂本政右卫门
  - 步兵第11旅团(旅团长松田国三)
  - 步兵第36旅团(旅团长高田美明)
  - 骑兵第6联队
  - 野炮兵第6联队
  - 配属洮辽警备军张海鹏部
  - 配属暂编第2军程国瑞部
  - 配属第四骑兵旅团（英语：4th Cavalry Brigade (Imperial Japanese Army)）(旅团长茂木谦之助)
- 第八师团：由锦州经义县、朝阳、凌源、平泉进攻承德，而后以一部兵力向长城古北口进攻。师团长西義一中将
  - 步兵第4旅团(旅团长铃木美通)
  - 步兵第16旅团(旅团长川原侃)
  - 骑兵第8联队
  - 炮兵第8联队
  - 工兵第8大队
  - 配属第1战车队
  - 配属旅顺重炮兵大队
  - 配属关东军汽车队
  - 配属奉天省警备军于芷山所属独立第1旅李寿山部
- 第十四混成旅团：由绥中向西进攻凌源、平泉，策应第8师团，而后南下进攻喜峰口、冷口。(旅团长服部兵次郎)下辖步兵第25、第26、第27、第28联队的各1个大队，野炮兵第7联队的1个大队及骑兵第7联队的1个中队
- 第三十三混成旅团（英语：33rd Mixed Brigade (Imperial Japanese Army)）：由绥中向西转南，进攻界岭口、义院口。(中村馨)下辖第10、第40联队，
- 关东军飞行队的侦察第10大队进驻通辽、锦州、绥中，各1个中队并战斗机第11大队的2个中队进驻绥中，轰炸机第12大队进驻锦州，重点支援第8师团进攻承德，以一部支援第6师团。

国民政府于2月11日派代理行政院长兼财政部长宋子文、军政部长何应钦、外交部长罗文干、内政部长黄绍竑等至北平与张学良商讨保卫热河问题及为张军筹措军费。宋子文等还与张学良至热河视察部队。宋子文先后在北平和承德发表演讲，说：“热河为中国完整之一部，与苏、粤各省无异，热河被攻，即同于南京被攻。如日军来攻，则将举全国之力量以与其周旋。日本已占我东北，但任何进一步之进攻，即将予以抵抗”； “吾人决不放弃东北，吾人决不放弃热河，纵令敌方占领我首都，亦决无人肯作城下之盟。”18日，张学良又与万福麟、宋哲元等20多名将领发出通电，说：“时至今日，我实忍无可忍，惟有武力自卫，舍身奋斗，以为救亡图存之计。”
张学良与何应钦等研究了当前局势后，由北平军分会制定了保卫热河的计划。其作战方针是：“华北军以捍卫疆土、收复失地之目的，务需确保冀、热，巩固平津，以为将来进出辽河流域之根据。集中主力于冀、热东部及平津、察南一带，对由河北沿海登陆及自热河方面侵入之敌，预期各个击破之，并乘机东进，向辽西平原转取攻势。”1933年2月12日，張學良以国民政府军事委员会北平軍分會代理委員長職務，組成榆關熱河戰鬥序列，将华北现有驻军编为8个军团和1个预备军团。两集团军的作战地域分界线为朝阳、建昌、凌源、平泉至承德的公路。 
第一集團軍總司令張學良
第一軍團總指揮于學忠：防守津塘地区
第40軍龐炳勳
第50軍于學忠(東北軍)
第二軍團總指揮商震：防守滦东地区
第32軍商震
第57軍何柱國(東北軍)
第三軍團總指揮宋哲元：防守冀北地区
第29軍宋哲元
第八軍團總指揮楊杰：集结于北平附近
第17軍徐庭瑤
第26軍蕭之楚
第67軍王以哲(東北軍)
预备军团集结于北平附近
第二集團軍總司令張作相，汤玉麟任副总司令。直接担任热河省的防守任务
第四軍團總指揮萬福麟
第53軍萬福麟(東北軍)6个师
第五軍團總指揮湯玉麟
第55軍湯玉麟(東北軍)1个师、4个旅
騎兵第2軍孟昭田(東北軍)
第六軍團總指揮張作相
第41軍孫魁元3个旅
第63軍馮占海(東北軍)
第七軍團總指揮傅作義：防守察东地区
第59軍傅作義
第61軍李服膺
2月17日，武藤信义正式下达了进攻热河的作战命令，定于2月23日按预定计划开始行动。日本政府于2月23日由驻华公使馆向中国政府外交部提交备忘录，要求中国军队退出热河省，否则“难保战局不及于华北方面”。中国政府予以拒绝。就在日驻华公使馆送交备忘录的同时，日关东军分3路向热河发起了进攻。 

## 戰役過程

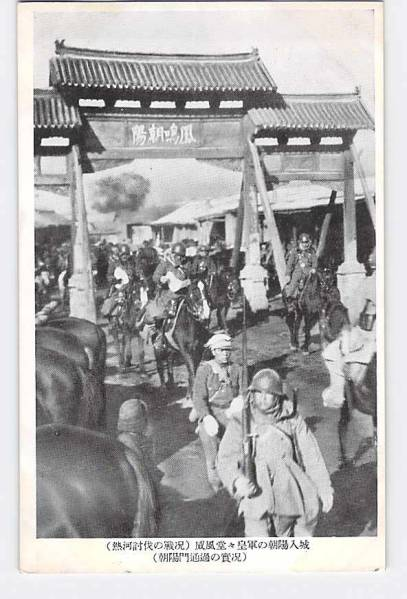
日军进占朝阳

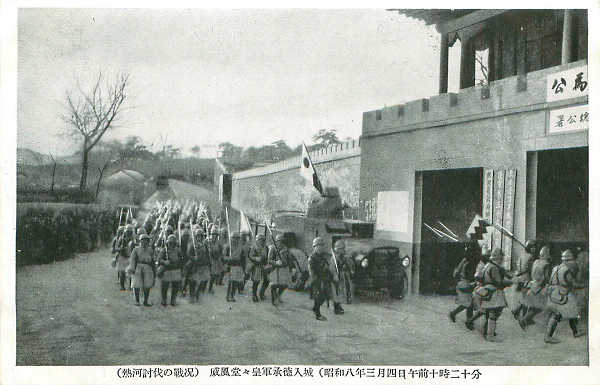
1933年3月4日，日军入承德城

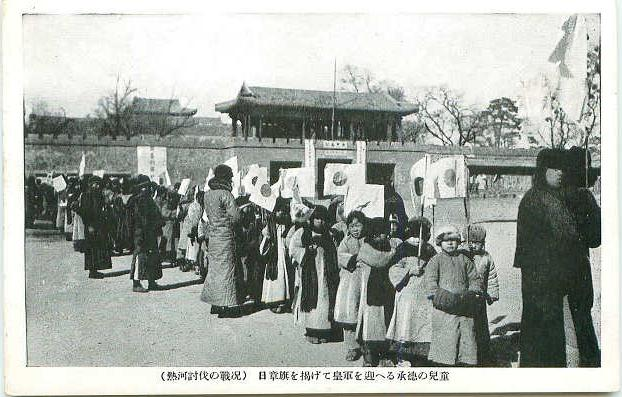
承德儿童持日章旗欢迎日本军队

1933年2月21日，熱河戰役的前哨戰南嶺戰鬥開打。2月21日，熱河戰役爆發。日本人分三線配置兵力：第一線左翼為滿洲國軍張海鵬五隊；第二線新編滿軍李、程等五軍。第三線日本皇軍錦朝線第7、第8師團23,000餘人及飛機四大隊、綏凌線第14、第7師團25,000餘人及飛機二大隊。至於中國方面，由於湯玉麟拒絕其他軍隊入境，因此分為三線：一為開魯、魯北、綏東，由崔興武率4,500人，孫殿英增援：二為朝陽，湯玉麟、董福亭負責；三為凌源，萬福麟部組成。2月22日下午五時，日軍200人佔劉龍台。中國北票董福亭軍退至朝陽；開魯崔興武軍暗中投降，日軍與孫殿英部激戰，孫退守圍場。2月23日，日本使館秘書上村伸一向中國交節略要求撤出熱河軍隊遭拒。2月24日，日軍受到北票商民往迎，隨即朝陽戰鬥開打。2月26日，日軍進佔朝陽，中方不戰而退，爆發凌南戰鬥。3月1日，駐平泉萬扶麟至凌源視察，聞前方戰況不佳，即返平泉。同時凌源各機關退至平泉，爆發赤峰戰鬥。3月2日日軍隨即進入凌源。3月3日，熱河省主席湯玉麟以為日軍已陷平泉，遂率1,000餘人逃走。至承德西20里的廣仁嶺得知赤峰戰鬥勝利，凌源未失才返回。然日軍裝甲車已經逼近承德僅90里的六溝。3月4日早上七時，湯玉麟再度棄城逃走。八時日機飛承德，轟炸湯玉麟軍，十時日軍達距承德30里的紅石嵐。下午一時日本皇軍裝甲車開進承德，而日軍竟只128名骑兵即陷承德。熱河省十九萬平方公里的領土遂併入滿洲國國土。

### 热河南部战场
由南路进攻的日军第14混成旅团、第33混成旅团，共约1万人，统归第8师团师团长西義一中将指挥。
混成第14旅团由沈阳乘火车到达绥中后，2月24日开始沿着六股河河道西进。2月27日推进至纱帽山（今建昌县杨树湾子乡赵屯村前山）以东地区，即向防守该地的第119师和第108师阵地进攻。战斗至2月28日10时，守军西撤。日军追击，并于3月1日占领了凌南，尔后分为两路：
- 混成第14旅团主力向北于3月2日协同第8师团攻占了凌源。旅团主力从凌源南下，经刀尔登、青龙，于3月4日占领冷口。
- 混成第14旅团2个大队向南于3月2日突破第116师阵地，占领了喇嘛洞。经要路沟向界岭口（今抚宁县大新寨镇北部长城）前进，于5日占领了茶棚。

3月6日，混成第33旅团已从绥中出发，西义一命令在茶棚的混成第14旅团2个大队改变任务，向喜峰口方向前进；令混成第33旅向界岭口和义院口（今抚宁县驻操营镇北部长城）进攻。
由茶棚转进的混成第14旅团2个大队于3月9日到达喜峰口外，混成第33旅团分两路于3月11日到达界岭口和义院口外。

## 结果及影响
湯玉麟主政熱河八年，以其子湯佐輔之言是從。賣官種煙、苛捐雜稅，甚至摧殘教育、破壞司法。不戰而逃被認為是敗戰的原因。其軍隊四師，號稱三萬，實則二萬，欠餉10月。以致於民怨沸騰，歡迎日滿聯軍。加上張學良軍事指揮失敗，其時據守熱河的軍閥湯玉麟是張學良父執輩，擁兵自重，根本指揮不動，也不允許張學良部進入熱河，甚至有降日傾向。蔣建議張迅速解決湯，但計劃洩露，為避免大戰之前先內訌，爭取湯積極抵抗，張只能暫時將所部佈置在熱河外圍以穩住湯，並派去張作相督戰。都是敗戰原因。
在那時一期《獨立評論》曾刊登熟悉熱河和華北戰略地理的丁文江教授所攥寫的《假如我是張學良》一文，明白指出：

“一旦熱河有了軍事行動，北京天津是萬萬守不了的。”
“我們真正的防禦、長期的戰爭，不在平津，而在熱河。假如我是張學良，要預備積極抵抗，第一步先把司令部移到張家口，同時把重要的軍實和北甯路車輛逐次的運到居庸關以北；只留一部分軍隊在山海關、秦皇島、天津等處；在這些幾處經過相當的抵抗以後，也預備從冷口、喜峰口、古北口分別退至口外。現在駐在熱河邊界的軍隊應該從速進到朝陽、並且積極籌備朝陽、淩原，平原、承德各地間的運輸。熱河東南兩部完全是山地，不但日本人的坦克重炮都不能使用，就是飛機也有許多危險。喜峰、古北、河南口三處都是天險，每處有一兩萬人防守，日本非有一倍以上的軍力不能進攻。”
“只要守得住熱河，放棄了平津是不足惜的。只要當局有必死的決心，充分的計畫，熱河是一定守得住的。”

一個多月以後，熱河佈防失當，丁文江又撰寫一文：
“熱河部隊只有四步軍旅、六騎兵旅，合計不過二萬支槍。朝陽、北原的守兵一共不及四千多支槍。日本如在錦州、義縣進兵，該地防軍就沒有抵抗的能力！”
“我們現在將二十旅兵力全放在冀察兩省，而將熱河交給湯玉麟去防守，這是什麼戰略？我不懂！”

热河的失守使全国大哗。在蒋介石示意下张学良引咎辞职；3月12日国民政府发布命令，批准张学良辞去各兼职，命军政部部长何应钦代理北平军分会委员长。